# (1030) Vitja
(1030) Vitja – planetoida z grupy pasa głównego asteroid okrążająca Słońce w ciągu 5 lat i 190 dni w średniej odległości 3,12 au. Została odkryta 25 maja 1924 roku w Obserwatorium Simejiz na górze Koszka na Półwyspie Krymskim przez Władimira Albickiego. Nazwa planetoidy pochodzi od Wiktora Zasławskiego, rosyjskiego bohatera II wojny światowej. Przed jej nadaniem planetoida nosiła oznaczenie tymczasowe (1030) 1924 RQ.